# Christine Edzard
Christine Edzard, verheiratet Christine Goodwin (* 15. Februar 1945 in Paris) ist eine französische Filmregisseurin, Drehbuchautorin und Kostümbildnerin.

## Leben
Christine Edzard ist die Tochter des Malers Dietz Edzard und seiner zweiten Frau Suzanne Eisendieck. Sie stand als Kind mehrfach Modell für ihre Eltern. So malte Eisendieck 1947 ein Porträt von ihr, das von Robert Lehman, Kunstsammler und langjähriger Geschäftsführer der Lehman Brothers, erworben wurde. Von Dietz Edzard stammen Bilder wie Christine au Bassin des Tuileries und Christine à l'Opéra, die sie als junges Mädchen vor einem Springbrunnen bzw. in der Oper zeigen.
Edzard studierte zunächst Wirtschaftswissenschaften. Danach wandte sie sich dem Theater zu und war unter anderem eine Schülerin der italienischen Kostüm- und Bühnenbildnerin Lila De Nobili (1916–2002). Ihre berufliche Karriere begann 1968, als sie in Rom das Bühnenbild für Franco Zeffirellis Literaturverfilmung Romeo und Julia gestaltete. Dabei lernte sie ihren zukünftigen Ehemann kennen, den britischen Filmproduzenten Richard B. Goodwin (* 1934). Anschließend war sie an mehreren Theater- und Opernproduktionen in Europa beteiligt.
Edzard schrieb mit Goodwin das Drehbuch für Trixis Wunderland (1971), einen Ballett-Film nach Kindergeschichten von Beatrix Potter. Außerdem gestaltete sie die Kostüme und das Szenenbild für den Film, was ihr zwei Nominierungen für BAFTA-Awards einbrachte.
1975 gründeten Edzard und ihr Mann die Produktionsfirma Sand Films in London. Neben der Produktion von Edzards Filmen ist Sand Films vor allem auf Kostümherstellung und -verleih für Film, Fernsehen, Theater und Oper spezialisiert.
1977 führte Edzard bei dem Kurzfilm The Little Match Girl erstmals Regie. Er erschien zwei Jahre später zusammen mit zwei weiteren Filmen (The Kitchen, Little Ida) unter dem Titel Stories from a Flying Trunk im Handel. Es handelte sich um Verfilmungen von Geschichten von Hans Christian Andersen, wobei Edzard neben der Regieführung auch das Drehbuch schrieb. The Nightingale, eine weitere kurze Andersen-Verfilmung, enthielt animierte Sequenzen und erschien 1981. Mit Biddy folgte 1983 ihr erster abendfüllender Spielfilm. Er handelt von einem viktorianischen Kindermädchen.
Der endgültige Durchbruch gelang Edzard 1988 mit der Charles-Dickens-Verfilmung Klein Dorrit. Der aus zwei Teilen bestehende Film (Kleine Dorrit I: Niemand hat Schuld und Kleine Dorrit II: Die Geschichte der kleinen Dorrit) wurde von Sand Films produziert, Edzard führte Regie und schrieb das Drehbuch. Die Hauptdarsteller waren Joan Greenwood und Derek Jacobi sowie Alec Guinness in einer preisgekrönten Nebenrolle. Edzard wurde mehrfach für das adaptierte Drehbuch ausgezeichnet, unter anderem mit einer Oscarnominierung.
Edzards nächster Film, The Fool (1990), beruht auf Schriften von Henry Mayhew und zeigt wiederum Derek Jacobi in der Hauptrolle. Zwei Jahre später führte sie Regie bei der Shakespeare-Verfilmung As You Like It (nach dem Theaterstück Wie es euch gefällt), deren Handlung statt im Ardenner Wald im von Obdachlosen bevölkerten Londoner Stadtteil Rotherhithe spielt.

## Auszeichnungen und Nominierungen (Auswahl)
- 1972: Nominierung für British Academy Film Award in den Kategorien Bestes Kostümdesign und Beste künstlerische Leitung (Trixis Wunderland)
- 1988: Los Angeles Film Critics Association Award in der Kategorie Bester Film (Klein Dorrit)
- 1988: Nominierung für British Academy Film Award in der Kategorie Bestes adaptiertes Drehbuch (Klein Dorrit)[7]
- 1989: Nominierung für Oscar in der Kategorie Bestes adaptiertes Drehbuch (Klein Dorrit)

## Filmografie
- 1968: Romeo und Julia (Romeo and Juliet)
- 1971: Trixis Wunderland (Tales of Beatrix Potter)
- 1977: The Little Match Girl
- 1979: Stories from a Flying Trunk
- 1981: The Nightingale
- 1983: Biddy
- 1988: Klein Dorrit (Little Dorrit)
- 1990: The Fool
- 1992: As You Like It
- 1995: Eine Sommernachtsliebe (Feast of July)
- 1997: The IMAX Nutcracker
- 2001: The Children’s Midsummer Night’s Dream
- 2003: Robinson Crusoe (Robinson Crusoë)
- 2007: La luna en botella
- 2009: Garbo: El espía
- 2018: The Good Soldier Schwejk